# Cuscuta howelliana
Cuscuta howelliana är en vindeväxtart som beskrevs av Rubtzoff. Cuscuta howelliana ingår i släktet snärjor, och familjen vindeväxter. Inga underarter finns listade i Catalogue of Life.